# Eudiestota grandis
Eudiestota grandis är en skalbaggsart som beskrevs av Sharp 1908. Eudiestota grandis ingår i släktet Eudiestota och familjen kortvingar. Inga underarter finns listade i Catalogue of Life.